# Periodeverdubbeling

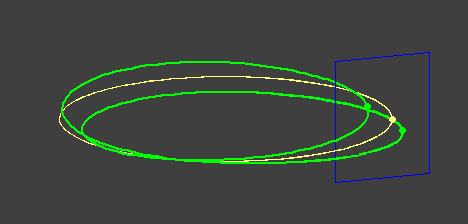
Illustratie van een periodeverdubbeling in drie dimensies. Geel: de instabiele limietcykel. Groen: de oplossing die na twee omwentelingen weer in zijn beginpunt uitkomt.

Periodeverdubbeling is onderdeel van de bifurcatietheorie. Deze bifurcatie beschrijft hoe in een systeem een oscillatie instabiel wordt en tegelijkertijd een oscillatie met een twee keer zo lange periode ontstaat.
Periodeverdubbeling ontstaat wanneer een limietcykel (oscilatie) instabiel wordt. Dat kan alleen optreden wanneer een systeem minstens drie variabelen heeft. De periodeverdubbeling is niet te bestuderen door het gedrag rond één punt te benaderen, maar de bifurcatie is goed te begrijpen door een vlak te bekijken dat de limietcykel snijdt. De limietcykel vertoont maar één snijpunt met dit vlak. Andere vertonen opeenvolgende snijpunten. De functie die ieder snijpunt op het volgende afbeeldt wordt Poincaré-afbeelding genoemd.
Zolang de limietcykel stabiel is zal iedere oplossing in de omgeving naar deze cykel toe convergeren. De opeenvolgende snijpunten liggen dus steeds dichter bij het snijpunt met de cykel. Wanneer de limietcykel instabiel is zullen de punten steeds verder van de cykel vandaan liggen. Rond het moment dat de cykel instabiel wordt (de bifurcatie) liggen de punten ongeveer evenver van de cykel. Het is dan altijd mogelijk een oplossing te kiezen die na nog een omwenteling weer in zijn beginpunt uitkomt.
Het netto effect van de periodeverdubbeling is dat een stabiele oscillatie wordt omgezet in oscilatie met de dubbele periode.
Bij ieder periodeverdubbeling wordt de oscillatie dus complexer. Chaos wordt veroorzaakt door een opeenstapeling van deze bifurcaties.
Omdat de periodeverdubbeling niet te beschrijven is door het systeem zelf rond een punt te bestuderen, maar wel door de snijpunten met een vlak rond één punt te bestuderen wordt deze bifurcatie door sommigen als globaal geclassificeerd en door anderen als lokaal.